# Malta i olympiska spelen
Malta har deltagit i 14 olympiska sommarspel sedan 1928. De har aldrig tagit någon medalj.

## Medaljer
| Guld | Silver | Brons | Totalt antal medaljer |
| ---- | ------ | ----- | --------------------- |
| 0    | 0      | 0     | 0                     |